# Alekséi Ogrinchuk
Alekséi Leonídovich Ogrinchuk (en ruso: Алексей Леонидович Огринчук) es un oboísta ruso nacido el 31 de diciembre de 1978 en Moscú.

## Biografía
Alekséi Leonidovich Ogrinchuk nació el 31 de diciembre en Moscú.
Comenzó sus estudios de oboe a la edad de nueve años en la Escuela Estatal de Música Gnessin de Moscú, con Ivan Pushechnikov, luego ingresó en el Conservatorio Nacional Superior de Música de París en 1995, donde fue alumno de Maurice Bourgue, Jean-Louis Capezzali y Jacques Tys. En 1999 ganó sus primeros premios de oboe y música de cámara dentro del conservatorio francés.
Ogrinchuk fue galardonado en varios concursos musicales internacionales, el Concertino de Praga en 1992, la UFAM de París en 1997, el primer premio en el Concurso Internacional de música de Ginebra en 1998 y 1 premio de la Juventus en 1999. Su carrera internacional despegó tras su participación en la serie «Rising Star». En 2002, ganó dos Victoires de la musique classique.
Como músico de orquesta, fue oboe solista de la Orquesta Filarmónica de Róterdam entre 1999 y 2005, y desde 2005 ocupó el mismo cargo en la Orquesta Real del Concertgebouw de Ámsterdam.
Paralelamente se desempeña como solista y músico de cámara. Como docente, fue profesor en el Conservatorio de La Haya desde 2010 y al año siguiente reemplazó a Maurice Bourgue en la Universidad de Música de Ginebra (Haute École de musique de Genève). También enseña en la Royal Academy of Music de Londres.
Ogrinchuk ha interpretado los estrenos del Concierto para oboe de Marc-André Dalbavie (2010) y del Concierto para oboe de Rodión Shchedrín (2010). 